# Chironius challenger
Chironius challenger là một loài rắn trong họ Rắn nước. Loài này được Kok mô tả khoa học đầu tiên năm 2010.